# Acalypha amplifolia
Acalypha amplifolia é uma espécie de flor do gênero Acalypha, pertencente à família Euphorbiaceae.